# The Data Break
The Data Break war eine deutsche Post-Hardcore-Band aus Darmstadt.

## Geschichte
Die vier Musiker von The Data Break fanden 2004 zur Gründung ihrer Band zusammen, sammelten zuvor aber Erfahrungen in Hardcore-Bands wie Acheborn und Gedärmpullover. Bei den beiden Labels Defiance Records und Dancing in the Dark Records erschien dann Ende Februar 2006 ihr Debütalbum und einziger Tonträger Clap!. Visions schrieb dazu, dass bei der Band das Potenzial „nicht nur handwerklich, sondern auch in Sachen Attitüde“ vorhanden sei, das Album indes „zwar nicht einfallslos, aber weitgehend ausfallfrei“ sei.

## Stil
Das Debütalbum sei „tanzlastiger Post-Hardcore mit viel Synthesizer-Einsatz“, schrieb Martin Stenger von Plattentests.de. Für das Ox-Fanzine schrieb Joachim Hiller, dass der stilistische Schwerpunkt bei Indie und Wave liege.

## Diskografie
- 2006: Clap! (Album, Defiance Records, Dancing in the Dark Records)